# Монастир Кокубун

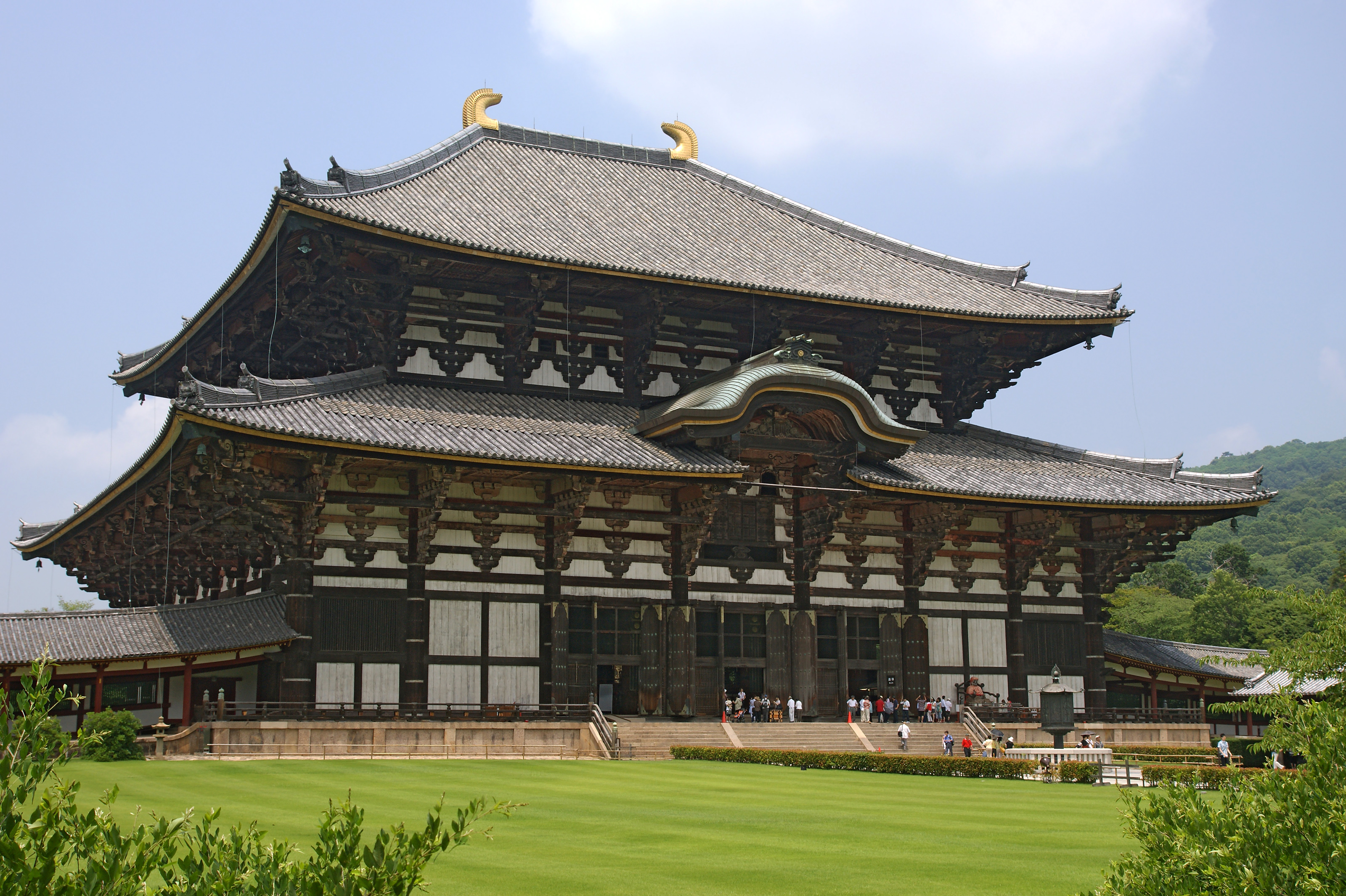
Центральний монастир Кокубундзі — Тодайдзі в Нарі.

Монасти́рі Кокубу́н або Кокубу́н-дзі́ (яп. 国分寺, こくぶんじ, «провінційні монастирі») — всеяпонська мережа підвідомчих державі буддистських чоловічих і жіночих монастирів, які були споруджені у кожній провінції країни за наказом імператора Сьому у 741 році (13 році Тенпьо). Завданням цих монастирів було вимолювання у будд і бодхісаттв спокою і захисту для Японської держави, а точніше її уособлення — імператорської родини та членів уряду.

## Історія спорудження
Існує теорія, за якою перші провінційні храми були споруджені у 685 році за наказом імператора Темму. Згідно з цим указом біля будинків провінційних адміністрацій слід було звести невеликі храми, а у деяких адміністративних будівлях поставити буддистські образи і писання. За «Ніхон сьокі» повеління монарха було таким:
|  | Нехай у кожному [державному] домі в провінціях збудують буддистські каплиці, і поставивши у них зображення будд і сутри вклоняються їм. |

Опоненти цієї теорії вказують на те що, імператор Темму не мав загальнодержавної програми спорудження монастирів у провінціях, не мав наміру перетворювати буддистські каплиці, які згадуються у його указі, на підвідомчі центральному уряду установи і, найголовніше, не називав ці будівлі словом кокубундзі, тобто «провінційними монастирями».
З цих причини більшість дослідників притримується думки, що зведення мережі буддистських храмів відбулося саме за правління імператора Сьому у першій половині 8 століття. В цей час країну спіткало чимало лихоліть — епідемія віспи, голод, повстання північних племен еміші та погіршення відносин з корейською державою Сілла. За цих несприятливих обставин монарх прийняв чернечий постриг і, сподіваючись на поміч Будди, наказав переписати весь буддистський канон і читати його у столичних храмах, молячись за стабільність, видужання хворих та багатий врожай всіх злаків. За планом Сьому, священні писання мусили копіюватися і читатися по всій Японії, але оскільки у провінціях бракувало підвідомчих монастирів, він наказав побудувати їх Зразком для спорудження такої мережі монастирів стала система буддистських храмів Дайундзі (大雲寺) у тогочасному Китаї.
Згідно з «Сьоку Ніхонґі» основні кроки із втілення програми будівництва всеяпонської сітки монастирів були такі:
1. У червні 737 року імператор звелів провінційним адміністраціям придбати образи будди Шак'ямуні та сутру «Дайхання».
2. У грудні 737 року було наказано провінційним адміністраціям переписати «Лотосову сутру» і спорудити семиярусні пагоди біля будинків адміністрацій.
3. У вересні 740 року, після повстання Фудзівари Хіроцуґу, монарх наказав переписати по всіх провінціях сутру «Кандзеон» і закупити образи бодхісатви Каннон.
4. У січні 741 року дохід з земель повстанців Фудзівари, що були конфісковані у різних провінціях, виділявся на будівництво мережі провінційних монастирів.

Нарешті, у лютому 741 року імператор Сьому видав указ, за яким передбачалося:
1. Звести по два монастирі — чоловічому (金光明四天王護国之寺, Конкомьо сітен’о ґококу но тера) і жіночому (法華滅罪之寺, Хокке мецудза но тера) — у кожній провінції.
2. Помістити писану золотом сутру «Сайсьо'о» (最勝王経) у пагоді чоловічого монастиря
3. Виділити чоловічому монастирю 50 селянських дворів і 10 тьо заливних рисових полів, а жіночому — лише 10 тьо заливних рисових полів на життєві потреби
4. Обмежити особовий склад чоловічого монастиря до 20 ченців, а жіночого — до 10 черниць.
5. Зобов’язати монахів і монахинь читати восьмого числа щомісячно усі сутри монастиря, вимолюючи у будд здоров’я для імператора та його близьких, і спокою в державі.

Програма будівництва монастирів реалізовувалася по всій країні неодномірно. Темпи виконання робіт залежали від фінансів провінції, зацікавленості місцевих начальників у будівництві, розмірі пожертв від центрального уряду і знаті, рівні майстрів і політико-культурних особливостях провінцій. Загалом більшість монастирів було завершено у 780-х роках. Центральним монастирем Кокубундзі вважався буддистський храмовий комплекс у тогочасній столиці Нара — Тодайдзі.

## Топоніми «Кокубундзі»
Багато середньовічних міст і містечок Японії отримали свої назви «Кокубун» або «Кокубундзі» завдяки розташуванню у них однойменних монастирів Кокубундзі. Навіть після руйнації багатьох храмів, ці міста продовжували зберігати свої назви, прив’язані до монастирів. Окрім цього, містечка та райони сучасних міст з назвою «Хоккедзі» ймовірно були місцем знаходження жіночих монастирів. Саме завдяки цим топонімам, японські археологи та історики віднаходять місця зруйнованих храмів і реставрують їх.
Найвідомішими самоврядними містами і містечками, які носять назву Кокубундзі є місто Кокубундзі у префектурі Токіо, містечка Кокубундзі префектури Каґава і Кокубундзі префектури Тотіґі.

## Список
| Регіон     | Провінція    | Місцезнаходження чоловічого монастиря              | Місцезнаходження жіночого монастиря                    |
| ---------- | ------------ | -------------------------------------------------- | ------------------------------------------------------ |
| Кінай      | Ідзумі       | Префектура Осака, м. Ідзумі, 国分町                | невідомо                                               |
|            | Каваті       | Префектура Осака, м. Кашівабара, 国分東条町        | Префектура Осака, м. Кашівабара, 国分東条町            |
|            | Сеццу        | Префектура Осака, 天王寺区国分町                   | Префектура Осака, м. Ідзумі, 東淀川区柴島 (?)          |
|            | Ямасіро      | Префектура Кіото, м. Кідзуґава, 加茂町例幣         | Префектура Кіото, м. Кідзуґава, 加茂町法花寺野         |
|            | Ямато        | Префектура Нара, м. Нара, 雑司町 (Тодайдзі)        | Префектура Нара, м. Нара, 法華寺町 (Хоккедзі)          |
| Токайдо    | Ава (Канто)  | Префектура Тіба, м. Татеяма, 国分                  | невідомо                                               |
|            | Іґа          | Префектура Міе, м. Іґа, 西明寺                     | Префектура Міе, м. Іґа, 西明寺                         |
|            | Ідзу         | Префектура Сідзуока, 三島市泉町                    | Префектура Сідзуока, 三島市泉町                        |
|            | Ісе          | Префектура Міе, 鈴鹿市国分町                       | Префектура Міе, 鈴鹿市国分町 (?)                       |
|            | Кадзуса      | Префектура Тіба, м. Ітіхара, 惣社                  | Префектура Тіба, м. Ітіхара, 山田橋                    |
|            | Кай          | Префектура Яманасі, м. Фуефукі, 一宮町国分         | Префектура Яманасі, м. Фуефукі, 一宮町東原             |
|            | Мікава       | Префектура Аіті, м. Тойохасі, 八幡町本郷           | Префектура Аіті, м. Тойохасі, 八幡町本郷               |
|            | Мусасі       | Префектура Токіо, м. Кокубундзі, 西元町            | Префектура Токіо, м. Кокубундзі, 西元町                |
|            | Оварі        | Префектура Аіті, м. Інадзава, 矢合町               | Префектура Аіті, м. Інадзава, 法花町 (?)               |
|            | Саґамі       | Префектура Канаґава, м. Ебіна, 国分                | Префектура Канаґава, м. Ебіна, 国分                    |
|            | Сіма         | Префектура Міе, 志摩市阿児町国府                   | невідомо                                               |
|            | Сімоса       | Префектура Тіба, м. Ітікава, 国分                  | Префектура Тіба, м. Ітікава, 国分                      |
|            | Суруґа       | Префектура Сідзуока, 静岡市追手町・大谷 (?)        | невідомо                                               |
|            | Тотомі       | Префектура Сідзуока, 磐田市中泉                    | невідомо                                               |
|            | Хітаті       | Префектура Ібаракі, м. Ісіока, 府中                | Префектура Ібаракі, м. Ісіока, 府中                    |
| Тосандо    | Дева         | Префектура Ямаґата, 山形市薬師町                   | невідомо                                               |
|            | Кодзуке      | Префектура Ґунма, м. Такасакі, 東国分              | Префектура Ґунма, м. Такасакі, 東国分                  |
|            | Міно         | Префектура Ґіфу, м. Оґакі, 青野町                  | Префектура Ґіфу, м. Таруї, 平尾 (?)                    |
|            | Муцу         | Префектура Міяґі, 仙台市若林区木ノ下               | Префектура Міяґі, 仙台市白萩町                         |
|            | Омі          | Префектура Сіґа, 大津市別保                        | невідомо                                               |
|            | Сімоцуке     | Префектура Тотіґі, м. Сімоцуке, 国分寺             | Префектура Тотіґі, м. Сімоцуке, 国分寺                 |
|            | Сінано       | Префектура Наґано, 上田市国分                      | Префектура Наґано, 上田市国分                          |
|            | Хіда         | Префектура Ґіфу, 高山市総和町                      | невідомо                                               |
| Хокурікудо | Вакаса       | Префектура Фукуй,小浜市国分                        | невідомо                                               |
|            | Етідзен      | Префектура Фукуй, 武生市京町                       | невідомо                                               |
|            | Етіґо        | Префектура Ніїґата, м. Дзьоецу, 五智・国府 (?)     | Префектура Ніїґата, м. Дзьоецу, 三和区法花寺           |
|            | Еттю         | Префектура Тояма, м. Такаока, 伏木一宮             | Префектура Тояма, м. Намерікава, 法花寺                |
|            | Каґа         | Префектура Ісікава, м. Комацу, 古府町 (?)          | невідомо                                               |
|            | Ното         | Префектура Ісікава, м. Нанао, 国分町               | невідомо                                               |
|            | Садо         | Префектура Ніїґата, м. Садо, Кокубундзі            | невідомо                                               |
| Сан'індо   | Івамі        | Префектура Сімане, 浜田市国分町                    | Префектура Сімане, 浜田市国分町                        |
|            | Ідзумо       | Префектура Сімане, 松江市竹矢町                    | Префектура Сімане, 松江市竹矢町                        |
|            | Інаба        | Префектура Тотторі, 鳥取市国府町国分寺             | Префектура Тотторі, 鳥取市国府町法花寺 (?)             |
|            | Тадзіма      | Префектура Хьоґо, 豊岡市日高町国分寺               | Префектура Хьоґо, 豊岡市日高町水上                     |
|            | Тамба        | Префектура Кіото, 亀岡市千歳町国分桜久保           | Префектура Кіото, 亀岡市河原林町河原尻                 |
|            | Танґо        | Префектура Кіото, 宮津市国分                       | невідомо                                               |
|            | Хокі         | Префектура Тотторі, 倉吉市国分寺                   | Префектура Тотторі, 倉吉市国分寺 (?)                   |
|            | Окі          | Префектура Сімане, 隠岐の島町西郷町池田            | Префектура Сімане, 隠岐の島町西郷町有木                |
| Сан'йодо   | Акі          | Префектура Хіросіма, м. Хіґасіхіросіма, 西条町吉行 | Префектура Хіросіма, м. Хіґасіхіросіма, 西条町吉行 (?) |
|            | Бідзен       | Префектура Окаяма, 赤磐市馬屋                      | Префектура Окаяма, 赤磐市馬屋 (?)                      |
|            | Бінґо        | Префектура Хіросіма, м. Фукуяма, 神辺町下御領      | Префектура Хіросіма, м. Фукуяма, 神辺町湯野 (?)        |
|            | Біттю        | Префектура Окаяма, 総社市上林江崎                  | Префектура Окаяма, 総社市上林江崎                      |
|            | Мімасака     | Префектура Окаяма, 津山市国分寺                    | Префектура Окаяма, 津山市国分寺                        |
|            | Наґато       | Префектура Ямаґуті, м. Сімоносекі, 長府安養寺      | Префектура Ямаґуті, м. Сімоносекі, 長府安養寺 (?)      |
|            | Суо          | Префектура Ямаґуті, м. Хофу, 国分寺町              | Префектура Ямаґуті, м. Хофу, 国分寺町 (?)              |
|            | Харіма       | Префектура Хьоґо, м. Хімеджі, 御国野町国分寺       | Префектура Хьоґо, м. Хімеджі, 御国野町国分寺           |
| Нанкайдо   | Ава (Шікоку) | Префектура Токушіма, м. Токушіма, 国府町矢野       | Префектура Токушіма, м. Токушіма, 石井町石井           |
|            | Авадзі       | Префектура Хьоґо, м. Мінамі-Авадзі, 三原町八木     | Префектура Хьоґо, м. Мінамі-Авадзі, 三原町八木 (?)     |
|            | Ійо          | Префектура Ехіме, м. Імабарі, 国分町               | Префектура Ехіме, м. Імабарі, 桜井町郷 (?)             |
|            | Кії          | Префектура Вакаяма, м. Кінокава, 東国分            | Префектура Вакаяма, м. Кінокава, 西国分 (?)            |
|            | Санукі       | Префектура Каґава, м. Такамацу, 国分寺町国分       | Префектура Каґава, м. Такамацу, 国分寺町新居           |
|            | Тоса         | Префектура Коті, м. Нанкоку, 国分                  | невідомо                                               |
| Сайкадо    | Будзен       | Префектура Фукуока, みやこ町国分                   | Префектура Фукуока, みやこ町徳政 (?)                   |
|            | Бунґо        | Префектура Ойта, м. Ойта, 国分                     | Префектура Ойта, м. Ойта, 国分 (?)                     |
|            | Ікі          | Префектура Наґасакі, м. Ікі, 芦辺町中野郷西触      | невідомо                                               |
|            | Осумі        | Префектура Каґошіма, м. Кірішіма, 国分向花         | невідомо                                               |
|            | Сацума       | Префектура Каґошіма, м. Сацума-Сендай, 国分寺町    | Префектура Каґошіма, м. Сацума-Сендай, 天辰町(?)       |
|            | Тікуґо       | Префектура Фукуока, 久留米市宮ノ陣町宮瀬           | Префектура Фукуока, 久留米市宮ノ陣町宮瀬 (?)           |
|            | Тікудзен     | Префектура Фукуока, м. Дадзайфу, 国分              | Префектура Фукуока, м. Дадзайфу, 国分                  |
|            | Хіґо         | Префектура Кумамото, м. Кумамото, 出水             | Префектура Кумамото, м. Кумамото, 出水                 |
|            | Хідзен       | Префектура Саґа, м. Саґа, 大和町久池井             | Префектура Саґа, м. Саґа, 大和町久池井                 |
|            | Хюґа         | Префектура Міядзакі, 西都市妻町三宅国分            | Префектура Міядзакі,西都市妻町石松                     |
|            | Цусіма       | Префектура Наґасакі, м. Цушіма, 厳原町天道茂       | невідомо                                               |